# 마피아 대 닌자
《마피아 대 닌자》(Mafia Vs. Ninja)는 홍콩에서 제작된 로버트 태 감독의 1984년 영화이다. 뤄루이 등이 주연으로 출연하였다.

## 출연
- 뤄루이
- 유진 토머스